# Красные против Синих
«Красные против Синих» (англ. Red vs Blue) — американский веб-сериал, снятый в жанре машинима, созданный студией Rooster Teeth Production в 2003 году. Является одним из самых продолжительных сериалов.
Сюжет сериала сосредоточен вокруг противостояния двух группировок — Красных и Синих в гражданской войне, в центре пустынного каньона (Кровавого ущелья). На данный момент сериал насчитывает 19 сезонов (по 19—23 серии каждый), а также 5 мини-сезонов (по 3—6 серий каждый).
Сериал по праву оценили любители машинимы и кинокритики. Проект удостоен 4 наград фестиваля «Академии искусства и науки машинимы» (англ. Academy of Machinima Arts & Sciences), а также сериал получил приз «Лучший анимационный веб-сериал» от «Интернациональной академии веб-телевидения» (IAWTV). В съёмках используются технологичные движки игр серии Halo.

## История
«Красные против Синих» возник из закадрового комментирования геймплея игры Halo: Combat Evolved где, в частности, обсуждался вопрос о том, что автомобиль «Вепрь» в нём выглядит, как пума (эта дискуссия была восстановлена во второй серии первого сезона). Увидев потенциал для создания полноценного сюжета, Бёрнс создал трейлер Red vs Blue, который был выпущен 5 сентября 2002, но после ему перестали уделять внимание. Четыре месяца спустя журнал Computer Gaming World связался с Рамзи, предложив включать в свои номера CD с видео сайта. Бёрнс же вплотную был занят созданием нового сайта, впоследствии восстановив проект «Красные против Синих».
Первый эпизод был выпущен 1 апреля 2003 года. Изначально Rooster Teeth не знали о широком машинима-движении. В интервью сайту GameSpy Мэтт Халлум говорил: «Когда мы впервые начали создание "Красные против Синих", мы думали, что были весьма оригинальными. Мы никогда не думали, что есть и другие люди, использующие видео-игры для создания фильмов». Изначально, Rooster Teeth планировали создать короткий сериал, однако он вышел за пределы их ожиданий. С тех пор компания начала заниматься также выпуском тематического мерчендайзинга.
16 июля 2006 года был анонсирован первый мини-сериал из серии «Красные против Синих» под названием «Out of Mind». После окончания оригинального сериала «Хроники Кровавого ущелья» в июне 2007, Rooster Teeth анонсировал новый цикл под названием «Воспоминания», состоящего из трёх сезонов: «Восстановление», «Перерыв» и «Откровение». В марте 2011 года был анонсирован девятый сезон, положивший начало циклу о проекте «Фрилансер». В 10 сезоне дебютировал персонаж Сигма в озвучке известного актёра Элайджи Вуда. В сентябре 2012 Берни Бёрнс в «What’s Trending» анонсировал 11 сезон на июль 2013 года. В феврале 2014 года Майлз Луна анонсировал 12 сезон, премьера которого состоялась 28 апреля 2014 года. 4 марта 2015 года был анонсирован 13 сезон, который начался 1 апреля 2015 года, в день двенадцатой годовщины создания сериала.
«Красные против Синих: Восстановление» — 19 и последний сезон сериала был официально анонсирован 7 июля 2023 года на официальной странице Rooster Teeth в Твиттере, и в тот же день был выпущен тизер. Сезон вышел как полнометражный фильм у цифровых ретейлеров 7 мая 2024 года. Первоначально сезон планировалось выпускать эпизодически, но вместо этого «Восстановление» было выпущено как полнометражный фильм из-за закрытия Rooster Teeth Productions компанией Warner Bros. Discovery.

## Сюжет
Действие разворачивается в закрытом каньоне под названием "Кровавое ущелье", где расположены базы двух враждующих армий: Красных и Синих. По-видимому, война с Ковенантом недавно закончилась и солдаты не могут понять, почему они всё ещё воюют, да ещё и с людьми. Когда у Синих крадут флаг, завязывается бой, в ходе которого Чёрч, командир Синих, погибает после выстрела своего же танка. Командир присылает Фрилансера по имени Текс, который оказывается женщиной. Тем временем, Чёрч является в виде призрака и утверждает, что Текс — его бывшая, в голове которой живёт злобный искусственный интеллект. Текс погибает, но тоже возвращается как призрак, а её ИИ под названием Омега перемещается вначале в Кабула, а позже в Дока.
Победив Омалли, обе команды попадают в проект «Фрилансер», секретную программу по тренировке элитных солдат, которые работают совместно с искусственным интеллектом. Текс — бывший член этого проекта. В каньон также приходит Вашингтон, ещё один Фрилансер, который хочет найти Альфу — самый первый проект о машинах. В конце концов, он его находит — это Чёрч (то есть, никакой он не призрак). Он раскрывает, что на Фрилансеров охотится один из них, а именно тот, кого звали Мэйн, а теперь — Мета. Мета убивает других Фрилансеров, чтобы заполучить их улучшения и роботов. Вош удаётся уничтожить всех роботов, кроме одного, всплеском ЭМИ. Так как Эпсилон содержит почти все воспоминания Альфы, то Чёрч возрождается в нём. Вош попадает в тюрьму, но затем его нанимают сотрудничать с Мета для борьбы против команд каньона. Командам удаётся победить Мету, и Вош становится членом команды Синих.
Через некоторое время с Вошем связывается Каролина, одна из лучших Фрилансеров. Её цель — найти и убить Директора, главу ныне закрытого проекта. В ходе долгих поисков они находят заброшенный комплекс проекта и происходит очередная встреча с Текс (является ИИ Бета), после которой Чёрч наконец стирает её. Во время поисков Красные и Синие узнают, что являются не более чем «солдатами симуляции» для проекта, которых все считают неудачниками. Найдя Директора, Каролина и Чёрч решают не убивать его, так как он и сам уже хочет смерти. Ведь вся цель проекта — возрождение его покойной жены Эллисон (оказывается, Каролина — дочь Директора и Эллисон; Чёрч — цифровая копия Директора; Текс — цифровая тень Эллисон). Директор просит Каролину оставить ему свой пистолет перед уходом. Позже выясняется, что он застрелился.
Обе команды улетают на военном корабле, который затем терпит крушение на неизвестной планете. Каролина и Чёрч уходят. Вош становится новым лидером Синих. В конце концов, они узнают, что находятся на планете Хорус, население которой пребывает в состоянии гражданской войны между Союзной Армией Хоруса и Новой Республикой. После битвы за команды каньона, часть из них забирает Армия Хоруса, а часть — повстанцы. Оказывается, обе стороны считают их супер-солдатами, которые смогли победить Фрилансеров. Также оказывается, что наёмники Локус (Союзная Армия) и Феликс (Республика) работают на Харон Индастриз, и их цель — обманом заставить обе стороны перебить друг друга, чтобы компания завладела планетой и древними артефактами на ней. Красным и Синим удаётся раскрыть правду обеим сторонам, и они перестают воевать. Тогда Малком Харгроув, директор Харон Индастриз, который прибрал к рукам остатки проекта «Фрилансер», приказывает наёмникам истребить всё население планеты. В конце концов, героям удаётся победить войска Харгроува и послать сообщение по всей галактике, раскрыв всю правду. В ярости Харгроув лично летит на своём корабле на планету, чтобы убить героев. Перед финальной битвой Чёрч понимает, что у него не остаётся выбора, кроме как дефрагментироваться, чтобы дать друзьям шанс на победу. Он оставляет прощальное сообщение и стирает себя. Дальнейшая судьба героев пока не известна.
Следующий сезон рассказывает о репортере, которая ищет причину, по которой красные и синие предали галактику, отправляясь в приключение, охватывающее всю галактику, и полное множества неожиданных поворотов.
Шестнадцатый сезон сериала возвращается с новой сагой, в которой персонажи сражаются с новыми могущественными противниками и отправляются обратно в эпическое приключение, не похожее ни на одно другое в истории сериала, которое угрожает самой структуре вселенной.
Семнадцатый сезон сериала рассказывает об усилиях Пончика спасти своих друзей и вселенную от Хровос, божественного существа, способную управлять временем, и ее прислужника ИИ Генкинса, путешествующего во времени вместе с красными и синими и меняющего события их истории, создавая трещины во все более хрупкой временной шкале. Благодаря сообразительности Пончику удается заманить Хровос во временную камеру. Этот сезон полностью завершает историю многих персонажей, включая большинство членов команды Кровавого ущелья, Локуса и жителей Хоруса.
В восемнадцатом сезоне сериала, загадочный лидер синдиката, известный как Зеро, ищет Абсолютную Силу, а разношерстная команда героев и неудачников под названием РАЗРУШИТЕЛЬНЫЙ ОТРЯД должна работать вместе, чтобы спасти галактику. Сезон сосредоточился на новом составе персонажей, которая борется против организации, возглавляемой неким Зеро. Из-за негативной реакции на сезон сюжетная линия, созданная в «Зеро», была отменена.
Девятнадцатый и финальный сезон происходит прямо с конца 13-го сезона, повторно канонизируя 15-18 сезоны как симуляции, проводимые Эпсилоном в его последние минуты жизни, когда он пытается убедиться, что его друзья выживут в непредвиденном будущем. Когда старый враг возвращается в ужасающей новой форме, красным и синим приходится забыть о своих разногласиях и объединить свои силы, чтобы в последний раз спасти галактику.

## Персонажи

### Команда Кровавого ущелья

#### Красные
- Сержант

Полковник Сержант (Мэтт Халлум) — командир отряда Красных. Одет в броню красного цвета, говорит с южным акцентом. Имеет военное прошлое, кровожаден, но самоотвержен. Хороший оратор. Узнав, что Гражданская война в Кровавом ущелье была лишь тренировкой Фрилансеров, разочаровался в войне и понял всю важность дружбы.
- Симмонс

Капитан Ричард «Дик» Симмонс (Густаво Сорола) — второй командир отряда Красных. Одет в тёмно-бордовую броню. Внимателен к начальству и беспрекословно слушается его приказов, любит доносить на остальных. Интеллектуальный центр отряда, разбирается в компьютерах и информационных технологиях, тактик, однако неуверенный в себе, паникёр. Вероятно, единственный человек в отряде с военным статусом.
- Гриф

Капитан Декстер Гриф (Джефф Рамзи) — солдат отряда Красных. Одет в оранжевую броню. Ленивый и самоуверенный, часто ослушивается приказов Сержанта, так как испытывает к нему неприязнь. Искусный водитель транспорта.
- Пончик

Рядовой Франклин Делано Пончик (Дэн Гадвин) — новоприбывший солдат, одетый в розовую (светло-красную по его словам, изначально его броня была просто красной) броню, из-за чего над ним часто подшучивают. Чрезмерно болтлив, чем достаёт коллег по отряду.
- Лопез

Тяжёлый боец Лопез (Берни Бёрнс) — построенный Сержантом робот в коричневой броне. Весь первый сезон молчал, после, ему поставили звуковой модуль. Однако модуль позволяет ему говорить только на испанском, хотя он отлично понимает английскую речь.

#### Синие
- Чёрч

Рядовой Леонард Л. Чёрч (Берни Бёрнс) — рядовой в броне кобальтового цвета. Родом из Техаса. Фактический лидер команды Синих. Погиб, попав под дружественный огонь, и превратился в «призрака» — Альфу. Убит повторно в электромагнитном взрыве от Вашингтона. Связан неоднозначными отношениями с Текс — у них наблюдается взаимная любовь/ненависть.
- Такер

Капитан Лаверниус Такер (Джейсон Салданья) — боец команды Синих, одетый в бирюзовую броню. Преимущественно пользуется энергетическим мечом, в первых сезонах очень хотел получить снайперскую винтовку, но ему она досталась лишь дважды. Не имея снайперской винтовки, выработал первоклассное зрение. Стал «отцом» пришельца-паразита Младшего. Каждый раз при проходе через портал его броня покрывается неким «чёрным веществом», из-за чего его однажды спутали с Текс, выстрелив по тому ракетой.
- Кобуз

Капитан Майкл Дж. Кабуз (Джоэль Хейман) — один из самых эксцентричных персонажей сериала. Младший ребёнок в семье, он попал в команду Синих по ошибке, думая, что подписался на программу обучения за рубежом (он полагал, что будет обучаться во Франции). Психически неуравновешен, степень его расстройства варьируется — от слегка недалёкого до безумца без чувства реальности.

### Проект Фрилансер
- Директор

Д-р Леонард Л. Чёрч (Джон Маршалл Рид) — руководитель проекта Фрилансер. Белый мужчина с чёрными волосами, с седыми висками, бородкой и зелёными глазами. Часто носит чёрные очки в квадратной оправе. Строгий и неумолимый лидер. Отвечает за большинство сценариев борьбы Красных и Синих. Является оригинальным Леонардом Чёрчем, на основе разума которого был создан Альфа. Часто вспоминает об Аллисон, которую он любил. Отец Каролины. Покончил жизнь самоубийством.
- Советник

Эйден Прайс (Асаф Ронен) — помощник директора. Чёрный мужчина с тёмными волосами. Спокоен и расчётлив, обладает отличными памятью и интеллектом. Мастер допросов. Арестован за содействие Фрилансеру и помещён в тюрьму Тартарус, позже захваченной Локусом и Феликсом. Присоединился к Харон Индастрис. Предположительно, погиб при падении «Тартаруса».
- Каролина

Кэтрин «Каролина» (Джен Браун) — бывший член проекта Фрилансер. Рыжеволосая девушка в голубой броне с серебристыми вставками. Личность Каролины очень похожа на личность Текс — амбициозна, вынослива, мощный и сильный солдат. Активно конкурирует с Текс. Всегда пытается скрывать свои эмоции. Была лучшим агентом Фрилансера, пока в девятом сезоне её на этом посту не сменила Текс. Испытывает чувства к Йорку. Дочь Директора и Аллисон (этим объясняется её сходство с Текс, так как Текс является отголоском её матери). Относится к команде Синих лучше, чем к команде Красных. В 13-м сезоне сознаётся, что Красные и Синие стали её новой семьёй взамен погибших Фрилансеров. Больше всего она боится потерять их.
- Флорида

Капитан Бутч Флауэрз (Эд Робертсон) — агент проекта Фрилансер, бывший командир отряда Синих. Поставлен на командование для защиты Альфы. Планировал атаковать Красных, но накануне умер во время сна. Оживлён Омегой. Убит Синими.
- Мэн

«Мэн» («Мета») (Мэтт Халлум) — агент проекта Фрилансер, главный антагонист трилогии «Воспоминание». Чёрный лысый мужчина, одетый в белую броню с коричневыми вставками. Немой, в 9 сезоне редко кидает отдельные слова — имеет низкий, грубый, хриплый голос. Его личность и личная жизнь окутана тайной. Боец, даже более искусный, чем Текс и Каролина. Получил от Каролины ИИ, Сигму, через которого смог общаться. Сподвигнут им на создание Меты, после чего начал убивать агентов и отбирать их ИИ и способности. Его броня была проткнута, и он был сброшен с обрыва Красными, в результате чего утонул. Его броня была изъята людьми Харгроува.
- Йорк

«Йорк» (Шон Дагган) — агент проекта Фрилансер. Одет в светло-коричневую броню с белыми вставками. Шатен. Повредил свой глаз от взрыва гранаты в драке «3 на 1» с Мэном и Вайомингом против Текс. Броня имеет свойство заживлять раны, однако его глаз так и остался невылеченным. Влюблён в Каролину. Любит язвить. Первый агент, официально получивший ИИ — Дельту. Убит Вайомингом.
- Техас

Эллисон «Техас» (сокращённо «Текс») (Кэтлин Зельч) — агент проекта Фрилансер, одетая в чёрную броню. Присоединилась к команде Синих после убийства Чёрча. Обладает нечеловеческой силой, особенно при наличии своего ИИ, Омеги, однако, несмотря на это, не обладает большой выносливостью. Умеет маскироваться. Участвовала в драке «3 на 1» против Йорка, Вайоминга и Мэна, где победила их. Связана неоднозначными отношениями с Чёрчем — у них наблюдается взаимная любовь/ненависть. Является искусственным интеллектом Бетой — побочным продуктом создания Альфы. В девятом сезоне стала лучшим агентом, сместив с этого звания Каролину. Умерла во время падения корабля с Младшим.
- Вашингтон

Дэвид «Вашингтон» (сокращённо «Ваш») (Шеннон МакКормик) — агент проекта Фрилансер. Одет в броню стального или иногда голубого цвета с жёлтыми вставками, броня имеет возможность создавать электромагнитный взрыв. Главный герой мини-сериала «Восстановленный». Наивен и инфантилен, но может быть серьёзным, когда ситуация этого требует. Присоединился к Синим, а после — к Армии Хоруса.
- Вайоминг

Реджинальд «Вайоминг» (Мэтт Халлум) — агент проекта Фрилансер, одет в белую броню. Имеет тёмные волосы и большие густые усы со стрелками. Безжалостный наёмник. Разговаривает с ярко выраженным британским акцентом. Умеет создавать временные искажения для изменения ситуации в свою пользу. Любит извиняться перед жертвами перед их убийством и «тук-тук»-шутки. Убит в перестрелке с Синими.
- Альфа

ИИ «Альфа» (Берни Бёрнс) — искусственный интеллект программы «Альфа». Основан на личности директора проекта Фрилансер доктора Леонарда Л. Чёрча, следовательно перенял от него все свойства личности. Де-факто, Чёрч стал командиром команды Синих после смерти капитана Флауэрза. Имеет фрагменты в виде прочих ИИ. Уничтожен всплеском ЭМИ.
- Бета

ИИ «Бета» (Кэтлин Зельч) — искусственный интеллект программы «Бета». Побочный продукт и фрагмент программы «Альфа». Присоединилась к Синим в виде Текс. Уничтожен(а).
- Дельта

ИИ «Дельта» (сокращённо «Ди») (Марк Беллман) — искусственный интеллект программы «Дельта». Фрагмент Альфы. Представлен в виде зелёного солдата (становится красным в случае тревоги), принадлежит Йорку. Первый появившийся ИИ. Находчив и рассудителен. Насильно присоединён к Мете и уничтожен.
- Эпсилон

ИИ «Эпсилон» (Берни Бёрнс) — искусственный интеллект программы «Эпсилон». Фрагмент Альфы. Создан из воспоминаний Альфы, должен был использоваться для спецопераций Фрилансера. Ранее принадлежал Вашингтону. Оказался не в состоянии справиться с воспоминаниями, вследствие чего сошёл с ума. Во время процесса имплантации ввёл Ваша во временное помешательство. Являлся объектом поклонения среди Пришельцев. Использует воспоминания для появления в различных формах. Последняя форма — оригинальный Альфа. Так как он является почти точной копией Альфы, то все его личностные характеристики очень похожи на него, за исключением того, что Эпсилон проявляет больше самоотверженности и уважения к друзьям, спокойней Альфы. Жертвует собой чтобы позволить своим фрагментам управлять новой бронёй Такера для финальной битвы с Харон Индастриз.
- Сигма

ИИ «Сигма» (Элайджа Вуд) — искусственный интеллект программы «Сигма». Фрагмент Альфы. Выглядит как лысый человек, охваченный огнём. Является искусственным интеллектом, основанном на амбициях и творчестве. Принадлежит Мэну. Заинтересовался в достижении метастабильности, в состоянии которой ИИ теоретически может стать человеком. Часто ослушивался положенных протоколов, хоть и не проявлял явного непослушания. Умеет манипулировать людьми, в том числе превратил Мэна в Мету. Присоединился к Мете и был уничтожен.
- Омега

ИИ «Омега» (сокращённо «О’Майли») — искусственный интеллект программы «Омега». Фрагмент Альфы. ИИ чёрного цвета, принадлежит Текс. В «Хрониках Кровавого каньона» ополчился против Красных и Синих, вселившись в разум Дока и капитана Флауэрза. Отмечается недостаток окончательных характеристик личности. Перенимает характеристики того, в кого вселяется, добавляя в носителя ярости. Актёр озвучивания меняется в зависимости от носителя. Вместе с Доком помогает Красным и Синим воевать с Харон Индастриз.

### Харон Индастрис
- Малком Харгроув

Малком Харгроув (сокращённо, Председатель или Управляющий) (Джек Ли) — генеральный директор корпорации «Харон Индастрис». Главный антагонист «Трилогии Хорус». Спокойный и вежливый на первый взгляд, Малком является очень вспыльчивым. Всегда действует из своих интересов. Любит чёрный юмор.
- Предводитель Восстания

Предводитель Восстания (сокращённо «К. Т.») (Майкл Джоплин) — лидер Восстания — элитного военного подразделения Харон Индастрис. Одет в коричневато-серую броню с бордовыми вставками. Добр и сострадателен, однако во время боевых действий становится агрессивен. Убит Эпсилоном.
- Шаркфейс

Шаркфейс (англ. Sharkface — «Лицо акулы») — космический пират, некогда боец Восстания. Одет в стальную броню с бордовой отделкой в 9 сезоне и стальную броню с красной отделкой в 13 сезоне. В 9 сезоне сражался с Вашингтоном и Каролиной в качестве огнемётчика. Был заточён в тюрьму Тартарус, откуда был освобождён Локусом и Феликсом и присоединён к космическим пиратам в 13 сезоне. Питает ненависть к проекту Фрилансер. Предстаёт как бесстрашный и быстро соображающий солдат.
- Локус

Сэмуэль Ортез (Грей Хэддок) — космический пират, некогда боец Союзной Армии Хорус. Одет в броню стального цвета с зелёными полосками. С давних лет знаком с Феликсом, конкурирует с ним. Был нанят Харон Индастрис для уничтожения всех людей на Хорусе. Спокоен и холоден. Беспощадный убийца, заставляет окружающих видеть в нём врага. В конце концов, предаёт Феликса и уходит, понимая, наконец, что он — чудовище, а не солдат.
- Феликс

Исаак Гейтс (Майлз Луна) — наёмник, космический пират, некогда боец Новой Республики. Одет в серую броню с оранжевыми полосками. Человек с чувством юмора, любящий язвить. После показан как хитрый, бессовестный садист, не терпящий невыполнения его приказов. Умеет завоёвывать доверие. Побеждён Красными и Синими и сброшен с инопланетного храма. Предположительно погиб.

### Союзная Армия Хоруса
- Доиль

Генерал Дональд Доиль (Грей Хэддок) — генерал Союзной Армии Хоруса. Одет в серую броню с оранжевыми полосами. Вежлив, сострадателен и честен. Не имеет ни малейшего понятия, как нужно возглавлять армию. Будучи генералом, является самым высокопоставленным военным деятелем в сериале. Немного труслив, но в конце жертвует собой, чтобы лично взорвать городской реактор и уничтожить большую часть космических пиратов.
- Грей

Д-р Эмили Грей (Аррин Зечь) — доктор Союзной Армии Хоруса. Одета в серебристую броню с фиолетовыми полосами. Эксцентричная, полная энтузиазма девушка, иногда даже чересчур — когда Каролина угрожала зарезать её, она называла её «солнышко». Отменный врач, на удивление умный — имеет IQ 240. Кроме того, она умеет использовать свои навыки хирурга, чтобы пытать пленных.

### Новая Республика
- Ванесса Кимбол

Ванесса Кимбол (Линдзи Джонс) — лидер Новой Республики. Одета в ржавого цвета броню с кобальтовыми полосами. Мудрый боевой лидер, верящая в то, что Новая Республика действительно борется за лучшее. Строгий, вдохновляющий бойцов на подвиги лидер. Единственная женщина-военный командир в сериале.
- Дженсен

Лейтенант Кэти Дженсен (Барбара Данклман) — солдат Новой Республики. Одета в ржавого цвета броню с бордовыми полосами. Оптимистична, несмотря на многие её ошибки. Никудышный солдат, но талантливый инженер.
- Биттерс

Лейтенант Антуан Биттерс (Брендон Фармахини) — солдат Новой Республики. Одет в ржавого цвета броню с оранжевыми полосами. Ленив и пессимистичен. Часто опирается на отрицательные стороны жизни. Неумелый боец.
- Смит

Лейтенант Джон Элизабет Андерсмит (Райан Хейвуд) — солдат Новой Республики. Одет в ржавого цвета броню с синими полосами. Умный и дисциплинированный боец. Лояльный и заботливый к другим людям. Утверждает, что является одним из старейших бойцов Новой Республики.
- Паломо

Лейтенант Чарльз Паломо (Керри Шоукросс) — солдат новой республики. Одет в ржавого цвета броню с бирюзовыми полосами. Глупый, инфантильный и надоедливый. Имеет сходство с Кабузом.

### Прочие персонажи
- Док

Супер-рядовой медицинской офицер первого класса Франк ДюФрейн (Мэтт Халлум) — медик, прибыл в Кровавое ущелье для лечения Текс, но опоздал на три месяца. Держит нейтралитет в противостоянии Красных и Синих, что довольно символично, ведь Док одет в броню фиолетового цвета. Является одним из наиболее спокойных персонажей сериала.
- Пришелец

Пришелец (Натан Зельнер) — первый представитель расы Пришельцев в сериале — Сангьелли из вселенной Halo в синей броне. Был послан на поиск «великого оружия» — энергетического меча, найденного Такером. Впоследствии заразил его Младшим. Издаёт крякающе-булькающие звуки. Погиб.
- Младший

Младший (Джейсон Салданья) — пришелец. «Отцом» его, фактически, является Такер, которого «заразил» им Пришелец. В конце 13-го сезона показан взрослым в посольстве Сангхейли.
- Эллисон

Эллисон (Линдзи Хикс) — морской пехотинец. Одета в камуфляжно-зелёный бронежилет и кепи. Погибла. Была женой Директора Леонарда Чёрча, который не может оставить воспоминания о ней. Имеет с ним дочь — Каролину. Единственный персонаж, появляющийся в сериале с помощью реальных съёмок, а не машинимы.
- Сайрис

Мэйсон Ву (Кристофер Сабат) — охотник за головами. Одет в тёмно-фиолетовый костюм с сиреневыми полосами. Нанял Локуса и Феликса для охоты на Габриэля Лозано. Имеет жену, за судьбу которой во время конфронтации с отцом Габриэля Рубеном Лозано сильно переживает. Показан как смелый, самоотверженный боец.
- Габриэль Лозано

Габриэль Лозано (Дэвид Дженнисон) — владелец ночного клуба «Амнезия», сын криминального авторитета Рубена Лозано. Был похищен Локусом, Феликсом и Сайрисом для получения вознаграждения от его отца. Убит Локусом.
- Рубен Лозано

Рубен Лозано (Дерек Мирз) — богатый преступник, глава банды преступников. Отец Габриэля Лозано, которому подарил пост главы ночного клуба «Амнезия». После похищения отказался давать вознаграждение, а на предложение о выкупе пообещал убить Локуса, Феликса и Сайриса. Убит Феликсом.

## Музыка
Музыка в сериале изначально отсутствовала. Когда в мае 2003 года Бёрнс пригласил в проект солиста рок-группы Trocadero Нико Ауди-Роуланда (англ. Nico Audy-Rowland), появилось первое музыкальное сопровождение. Стилем группы был альтернативный рок с элементами блюза и западных кантри-мотивов. Начиная с 8 сезона, на роль главного композитора был приглашён Джефф Уильямс (англ. Jeff Williams), нередко работающий в команде с другими певцами и музыкантами. Стилем его музыки принято считать сочетание классики, хард-рока, электронной музыки и хип-хопа. Впоследствии Уильямс работал над саундтреком к новому анимационному сериалу студии — RWBY. В 13 сезоне соавтором саундтрека к сериалу, наряду с Нико Ауди-Роуландом, стал Дэвид Левай (англ. David Levy).

## Дистрибуция
В основном, сериал распространяется через официальный сайт Rooster Teeth и на YouTube. С июля 2014 года первые пять сезонов стали доступны на Netflix, а с апреля — сезоны с шестого по двенадцатый. 4 марта 2015 года Rooster Teeth представил отдельный YouTube-канал со всеми сезонами сериала в высоком качестве. Также на сайте студии и в магазинах США продаются DVD и BlueRay-диски сериала.

## Критика
С самого старта сериал получил в целом положительные оценки критиков. Сотрудник BBC News Online Даррен Уотерс (англ. Darren Waters) заявил, что сериал «безумно смешной» и своей живой энергией «напоминает Южный парк». В 2003 году первый сезон получил награды в номинациях «Лучший независимый машинима-фильм» и «Лучший сценарий» от «Академии искусства и науки машинимы». Основная критика заключалась в «надуманности» и «выходе за рамки приличий» 3 сезона сериала, с 4 сезона, по словам критиков, «сериал вернулся в прежнее русло»[xbox.about.com/od/xboxaccessories/fr/rvbs4rev.htm].